# Stefano Sala
Pour les articles homonymes, voir Sala.
Stefano Sala, né le 25 mars 1997 à Tradate, est un coureur cycliste italien, spécialiste du cyclo-cross. Il est membre du VC Cremonese-Guerciotti.

## Palmarès en cyclo-cross
- 2013-2014
  - Ciclocross del Ponte juniors, Faè di Oderzo
  - 2e du championnat d'Italie de cyclo-cross juniors
- 2014-2015
  - 2e du championnat d'Italie de cyclo-cross juniors
- 2015-2016
  - 2e du championnat d'Italie de cyclo-cross espoirs
- 2017-2018
  - 2e du championnat d'Italie de cyclo-cross espoirs
- 2018-2019
  - 2e du championnat d'Italie de cyclo-cross espoirs